# Erin Hanson
Erin Hanson es una artista de San Diego, considerada la creadora del estilo de pintura llamado Impresionismo abierto. Sus pinturas de paisajes se han mostrado a nivel internacional y en exposiciones individuales y colectivas y museos en todo el mundo.

## Comienzos artísticos
Nacida en 1981, Erin comenzó a pintar cuando era niña, aprendiendo a utilizar óleos, acrílicos, acuarelas, pluma y tinta y dibujo realista de la mano de profesores de arte. Comenzó a encargar retratos de las mascotas de su vecino a los 10 años y, a los 12 años, fue empleada después de la escuela por un estudio de murales, aprendiendo las técnicas de los acrílicos en la gran escala de lienzos de 40 pies. Su primer encuentro con la pintura de Vincent Van Gogh "Girasoles" en la escuela primaria fue decisivo y marcó el comienzo de su aprecio por el impresionismo. Una beca de la escuela secundaria la llevó a Otis College of Art and Design, donde se centró en el dibujo de figuras. Aunque Hanson se interesó por el arte a una edad temprana, no lo consideró una carrera cuando llegó el momento de la universidad. Tomó algunas clases de arte en la Universidad de California en Berkeley, pero se especializó en bioingeniería. Hanson dice que aunque disfrutaba de sus cursos en materias como microbiología, el trabajo real en el campo parecía mundano. Después de graduarse, Hanson se mudó a Las Vegas, Nevada, donde comenzó un negocio de importación, pero sus pasatiempos de escalada y senderismo finalmente la llevaron de regreso a la pasión de su infancia por la pintura.

## Estilo pictórico
Según la prestigiosa publicación estadounidense Fine Art America, su estilo pictórico es único y se define de la siguiente forma: 

"Erin Hanson has created a unique style of her own, bringing elements of classic impressionism together with modern expressionism, and a dash of “plein-air style.” Her oil paintings stand out in crowd, bringing a fresh new look to contemporary Western landscapes." (Erin Hanson ha creado su propio estilo único, que combina elementos del impresionismo clásico con el expresionismo moderno y una pizca de "estilo plein-air". Sus pinturas al óleo se destacan entre la multitud, aportando una nueva mirada a los paisajes occidentales contemporáneos.)

## Técnicas de pintura
A Hanson se le atribuye el mérito de ser la pionera y creadora del "Impresionismo abierto", un estilo de pintura que abarca amplias pinceladas y una antigua técnica en la que la pintura se aplica húmedo sobre húmedo sin dejar secar las capas anteriores. Durante una entrevista, Hanson dijo: "No estoy tratando de recrear una fotografía, estoy tratando de hacer que mis espectadores abran los ojos y vean su mundo de manera un poco diferente".  El estilo típico de Hanson mezcla pintura de un limitado paleta de cuatro o cinco colores con pinceladas mínimas. Hanson ha dicho que su proceso creativo comienza con horas de preparación antes de comenzar a pintar. Durante una entrevista, Hanson dijo que toma docenas de fotos de referencia, que luego puede usar en el estudio antes de pintar.